# 경시총감
경시총감(일본어: 警視総監 케이시조칸[*])은 일본 경시청의 장이자 일본의 경찰관 중 계급이 가장 높은 사람을 지칭한다.

## 같이 보기
- 일본의 경찰청장관
- 일본의 소방총감
- 일본의 해상보안감
- 경찰공적장
- 일본의 경찰서장